# Rhytidoponera inornata
Rhytidoponera inornata är en myrart som beskrevs av W. C. Crawley 1922. Rhytidoponera inornata ingår i släktet Rhytidoponera och familjen myror. Inga underarter finns listade i Catalogue of Life.